# Lars-Olov Larsson
Lars-Olov Hugo Larsson, född 18 juli 1913 i Skövde, död där 17 november 1998, var en svensk fastighetsdirektör.
Larsson, som var son till handelsföreståndare, landstingsman Hugo Larsson och Mathilda Bergstrand, avlade studentexamen i Skövde 1932 och diplomerades från Handelshögskolan i Göteborg 1935. Han blev inköpsassistent vid AB Volvo Pentaverken i Skövde 1937, amanuens vid Stockholms stads arbetslöshetskommitté 1940, sekreterare vid stadskansliets finansavdelning 1942, kamrer vid Stockholms stads gasverk 1946, souschef vid stadskansliets organisationsavdelning 1947, biträdande finanssekreterare 1950, var stadsrevisor och chef för revisionskontoret 1950–1964 samt fastighetsdirektör och chef för Stockholms stads fastighetskontor från 1964. Han var ledamot av Svenska stadsförbundets kapitalredovisningskommitté, av statliga skärgårdstrafikutredningen, av trafikutskottet för skärgårdstrafiken, ordförande i bostadsbolagskommittén, i Stockholms stads centralupphandlingskommitté och utredningschef i investeringskommitténs besparingsutredning 1959–1962. Larsson är begraven på Sankta Elins kyrkogård i Skövde.